# Phonorhynchus bitubatus
Phonorhynchus bitubatus är en plattmaskart som beskrevs av Meixner 1938. Phonorhynchus bitubatus ingår i släktet Phonorhynchus och familjen Polycystididae. Inga underarter finns listade i Catalogue of Life.